# Estatuto de Roma

Mapa-múndi dos Estados-membros da Corte Penal Internacional.
Estados parte
Signatários que não ratificaram
Estados parte que posteriormente retiraram a sua filiação
Signatários que posteriormente retiraram sua assinatura
Não parte, não signatários

O Estatuto de Roma também chamado de O Estatuto de Roma do Tribunal Penal Internacional, é o tratado internacional que estabeleceu o Tribunal Penal Internacional (TPI). O Estatuto de Roma definiu os princípios fundamentais, jurisdição, composição e funções do TPI, bem como sua relação com organizações internacionais e não-governamentais.
Em outubro de 2022, 123 estados ratificaram ou aderiram ao Estatuto de Roma — incluindo 33 africanos, 19 da Ásia-Pacífico, 18 da Europa Oriental, 28 da América Latina e Caribe e 25 da Europa Ocidental e outros Estados.

## Criação
As primeiras bases do futuro Estatuto de Roma foram estabelecidas em julho de 1994 pela Comissão de Direito Internacional. Mas foi somente em 1995 que as primeiras negociações começaram nas Nações Unidas (ONU). Após duas reuniões da Assembleia Geral das Nações Unidas, decide-se criar um Comitê preparatório (também chamado de PrepCom) que tinha como objetivo propor um projeto de Estatuto. O PrepCom teve duas reuniões em 1996, três em 1997 e uma última em 1998, quando um projeto de Estatuto foi apresentado.
Para que o TPI fosse criado, era necessário que no mínimo 60 países ratificassem o Estatuto. Este quórum foi atingido em 11 de abril de 2002 durante uma cerimônia na ONU, quando 10 Estados ratificaram o Estatuto simultaneamente. Em 1 de julho de 2002, o Estatuto entrou em vigor. O TPI começou oficialmente suas atividades em 11 de março de 2003.

## Adesão
O Estatuto foi aberto à assinatura em Roma, em 17 de julho de 1998. Inicialmente, 122 Estados assinaram o tratado.
Diversos países assinaram o Estatuto esperando poder modificá-lo mais tarde (o que foi feito, em parte, após a aprovação de diversas emendas). O Brasil, passou a ser signatário do referido Tratado em 2002, quando o Congresso Nacional aprovou o texto em junho de 2002 e  promulgado pelo Presidente Fernando Henrique Cardoso através do Decreto 4.388/02 em 25 de setembro daquele ano.
Os Estados Unidos assinaram o Tratado ainda durante a Presidência de Bill Clinton mas retiraram a assinatura quando George W. Bush foi eleito Presidente. Na sequência disso, a Presidência Americana começou a trabalhar ativamente contra o Tratado, nomeadamente assinando Tratados bilaterais com outros estados, como seja a Roménia, pelos quais estes estados se comprometem a não enviar os cidadãos americanos para serem julgados pelo Tribunal Penal Internacional.[carece de fontes?]
Atualmente 123 estados ratificaram ou aderiram ao Estatuto de Roma. Entre os Estados estão 33 da África, 19 da Ásia, 18 da Europa Oriental, 28 da América Latina e Caribe e 25 da Europa Ocidental e de outros Estados.
Dentre os 123 Estados que assinaram o Estatuto de Roma, 31 não o ratificaram:
- Argélia
- Angola
- Armênia
- Bahamas, The
- Bahrein
- Camarões
- Egito
- Eritreia
- Guiné-Bissau
- Haiti
- Irã
- Israel
- Jamaica
- Kuwait
- Quirguistão
- Mônaco
- Marrocos
- Moçambique
- Omã
- Rússia
- São Tomé e Príncipe
- Ilhas Salomão
- Sudão
- Síria
- Tailândia
- Ucrânia
- Emirados Árabes Unidos
- Estados Unidos
- Uzbequistão
- Iêmen
- Zimbabwe

Entre os Estados que são membros das Nações Unidas, observadores na Assembleia Geral das Nações Unidas, ou de outra forma reconhecidos pelo Secretário-Geral das Nações Unidas como Estados com plena capacidade de fazer tratados, 41 não assinaram nem aderiram ao Estatuto:
- Azerbaijão
- Bielorrússia
- Butão
- Brunei
- China
- Cuba
- Guiné Equatorial
- Etiópia
- Índia
- Indonésia
- Iraque
- Cazaquistão
- Coreia do Norte
- Laos
- Líbano
- Líbia
- Malásia
- Mauritânia
- Micronésia
- Mianmar
- Nepal
- Nicarágua
- Niue
- Paquistão
- Palau
- Papua Nova Guiné
- Catar
- Ruanda
- Arábia Saudita
- Cingapura
- Somália
- Sudão do Sul
- Sri Lanka
- Suazilândia
- Togo
- Tonga
- Turquia
- Turquemenistão
- Tuvalu
- Cidade do Vaticano
- Vietnã

## Conteúdo
O Estatuto de Roma é dividido em 13 capítulos, que por sua vez estão divididos em diversos artigos.
Eis uma apresentação do assunto dos diferentes capítulos:
- Capítulo 1 : Define o que é o TPI;
- Capítulo 2 : Define as competências do TPI;
- Capítulo 3 : Define as competências das diferentes partes não incluídas no TPI;
- Capítulo 4 : Define a composição do TPI;
- Capítulo 5 : Define o papel das diferentes partes do TPI;
- Capítulo 6 : Define os princípios segundo os quais devem se desenrolar o julgamentos;
- Capítulo 7 : Define as penas aplicáveis aos indivíduos declarados culpados;
- Capítulo 8 : Define os procedimentos de apelo e de revisão dos julgamentos;
- Capítulo 9 : Define os princípios de cooperação das diferentes partes com o TPI;
- Capítulo 10 : Define os procedimentos de execução das penas;
- Capítulo 11 : Define os princípios de funcionamento da Assembleia dos Estados membros;
- Capítulo 12 : Define as modalidades de financiamento do TPI e a maneira pela qual ela pode usufruir das somas que lhe são alocadas;
- Capítulo 13 : Define a data de entrada em vigor do TPI, bem como a da revisão de seu estatuto.